# Lottbek (Wüstung)
Lottbek ist eine Wüstung am gleichnamigen Bach in Ammersbek und Hamburg. Das Dorf, das zum Kirchspiel Bergstedt gehörte, wurde in Hamburger Urkunden aus dem frühen 14. Jahrhundert erstmals erwähnt und existierte etwa bis zum Ende des 15. Jahrhunderts. Als Grund für die Aufgabe des Dorfs Lottbek wird ein Pestausbruch genannt, wobei weitere (vor allem agrarwirtschaftliche) Aspekte eine Rolle gespielt haben dürften.

## Geschichtliches
Alf Schreyer hat sich ausführlich mit dem ehemaligen Dorf Lottbek beschäftigt. Erstmals wird das Dorf Lottbek in zwei Urkunden von 1320 erwähnt, wobei bereits der 1305 dokumentierte hamburgische Familienname „De Lotbeke“ auf das Dorf hinweist. Die Existenz des Dorfes ist letztmals in einer Urkunde von 1437 belegt. Danach wird das damalige Dorf Lottbek nicht mehr aufgeführt, obwohl beispielsweise die Nachbardörfer Hansdorf, Hoisbüttel, Volksdorf und Ohlstedt in einer Bede von 1479 Erwähnung finden. Etwa ab 1535/36 werden das Dorf und die umgebenden landwirtschaftlichen Flächen in den urkundlichen Dokumenten als „wüst“ („vom wüsten Lande“) eingestuft und die Lottbeker Felder von den Bauern der benachbarten Dörfern mitbearbeitet. Der Zeitraum der Dorfwüstung fällt somit in die spätmittelalterliche Wüstungsperiode. Siedlungsreste des Dorfes (so genannte Rudera = Schutthaufen oder Trümmer) waren noch bis etwa zur Mitte bis Ende des 17. Jahrhunderts zu finden.
- 1305: Im Rentenbuch St. Petri ist der Name Hinricus de Lotbeke aufgeführt.
- 1320: Der Ritter Albert Zabel verpfändet die Einkünfte seines Dorfes Lottbek an den Hamburger Priester Rothmar (beurkundet am 8. Mai 1320). Am 14. Mai 1320 werden von Zabel weitere Einnahmen an Rothmar abgetreten (u. a. die der Mühle in „Volquardistorpe“), da in Lottbek zu wenige Bauern sind, um den Feldertrag zu sichern.
- 1331: Die Lottbeker Einkünfte werden von Rothmar dem Nonnenkloster Harvestehude überlassen.
- 1396: Das Dorf wird zusammen mit den Dörfern Wohldorf, Schmalenbeck, Volksdorf, Rokesberg und dem halben Dorf Hoisbüttel von der Familie Rantzau an die Familie Hummersbutle übertragen.
- 1424: Lotbeke steht im Zehntregister des Erzbischofs von Bremen.
- 1437: Bruneke von Alveslohe vom Gut Kaden verpfändet das Dorf an die Stadt Hamburg.
- 1437–1536: Die Ortswüstung tritt ein. 1479 wird das Dorf in einer Bede für den König nicht gesondert aufgeführt. Günther Bock vermutet sogar, dass das Dorf bereits seit 1396 nicht mehr bewohnt war und die Beurkundungen von 1424 und 1437 nur noch einen formalen Rechtsanspruch darstellten.[2][3]
- 1536: Das Land um Lottbek wird in den hamburgischen Kämmereirechnungen als wüst geführt.
- 16. Jh.: Die wüsten Lottbeker Flure werden unter den Bauern der Nachbardörfer geteilt.
- 1650–1700: Siedlungsreste, so genannte Rudera, sind noch erkennbar und werden in einer Volksdorfer Vermessungskarte von 1703 verzeichnet.

## Geographische Lage
Die etwa vier bis fünf Hofstellen, die zum Dorf Lottbek gehörten, sollen nördlich des Volksdorfer Waldfriedhofs und ca. 100–150 m nördlich der an der Heinrich-von-Ohlendorf-Straße gelegenen bronzezeitlichen Grabhügel gelegen haben. Demnach, unter Einbeziehung einer bei Schreyer aufgeführten Karte von 1703 mit Lageangaben der „Lottbecker Rudera“, lagen die Hofstellen etwa zwischen der heutigen U-Bahn-Linie U1 und der Heinrich-von-Ohlendorf-Straße, südlich der Hochspannungstrasse und nördlich der bronzezeitlichen Hügelgräber.

## Schreibweisen und Namensbedeutung
Neben Lottbek finden sich in den mittelalterlichen Urkunden die Schreibweisen Lotbeke, Lodbeken, Lotbeek, Lothbek, Lothbeck u. a. m. Für die Silbe „Lot(t)“ wurden verschiedene Bedeutungen vorgeschlagen. Demnach könnte Lottbek schlicht Sumpfbach geheißen haben. Schreyer nennt als weitere Möglichkeiten, dass sich nahe Lottbek eine Gerichtsstätte, ein sogenanntes Lotding befunden haben könnte. Eine weitere Quelle vermutet die niederdeutsche Wurzel loot oder lot (= Los), wonach ein Stück Acker- oder Weideland durch ein Losverfahren aufgeteilt wurde. Die Endung -bek ist aus dem Niederdeutschen und bedeutet Bach. In diesem Zusammenhang ist anzumerken, dass der Name Lottbek für den Bach selbst erst ab dem 18. Jahrhundert dokumentiert ist, als das Dorf Lottbek längst von den historischen Karten verschwunden war.